# Цзоу Кай
Цзоу Кай  (кит.: 邹 凯, 25 лютого 1988) — китайський гімнаст, олімпійський чемпіон.

## Виступи на Олімпіадах
| Олімпіада   | Дисципліна       | Місце             |
| ----------- | ---------------- | ----------------- |
| Пекін 2008  | абсолютний залік | 72 (кваліфікація) |
| Пекін 2008  | командний залік  | 1                 |
| Пекін 2008  | вільні вправи    | 1                 |
| Пекін 2008  | перекладина      | 1                 |
| Лондон 2012 | командний залік  | 1                 |